# Novara Calcio 2006-2007
Questa pagina raccoglie le informazioni riguardanti il Novara Calcio nelle competizioni ufficiali della stagione 2006-2007.

## Divise e sponsor
Lo sponsor tecnico per la stagione 2006-2007 è Look Sport, mentre lo sponsor ufficiale è Banca Popolare di Novara.
| 1ª divisa | 2ª divisa | 3ª divisa |

## Rosa
| N. |                            | Ruolo | Calciatore          |
| -- | -------------------------- | ----- | ------------------- |
|    | Italia (bandiera)          | A     | Eros Bagnara        |
|    | Italia (bandiera)          | A     | Marco Bellosta      |
|    | Italia (bandiera)          | C     | Emiliano Bigica (I) |
|    | Italia (bandiera)          | D     | Arnaldo Bonfanti    |
|    | Italia (bandiera)          | C     | Daniel Bresciani    |
|    | Italia (bandiera)          | C     | Massimiliano Brizzi |
|    | Italia (bandiera)          | C     | Roberto Chiappara   |
|    | Italia (bandiera)          | D     | Sandro Ciuffetelli  |
|    | Italia (bandiera)          | C     | Andrea Coletto      |
|    | Italia (bandiera)          | D     | Fabio Cusaro        |
|    | Italia (bandiera)          | A     | Stefano Dall'Acqua  |
|    | Rep. Dominicana (bandiera) | A     | José Espinal        |

| N. |                   | Ruolo | Calciatore           |
| -- | ----------------- | ----- | -------------------- |
|    | Italia (bandiera) | C     | Francesco Evola      |
|    | Italia (bandiera) | P     | Mirko Lamantia       |
|    | Italia (bandiera) | D     | Fabio Lorenzini      |
|    | Italia (bandiera) | D     | Carlalberto Ludi     |
|    | Italia (bandiera) | C     | Luca Matteassi       |
|    | Italia (bandiera) | P     | Davide Micillo       |
|    | Italia (bandiera) | D     | Paolo Morganti       |
|    | Italia (bandiera) | A     | Massimiliano Palombo |
|    | Italia (bandiera) | D     | Alberto Paoli        |
|    | Italia (bandiera) | C     | Luca Piraccini       |
|    | Italia (bandiera) | C     | Lorenzo Storno       |
|    | Italia (bandiera) | A     | Massimiliano Vieri   |

## Risultati

### Campionato

#### Girone di andata
| 3 settembre 2006 1ª giornata | Lucchese | 4 – 0 | Novara |  |

| 10 settembre 2006 2ª giornata | Novara | 1 – 2 | Sassuolo |  |

| 17 settembre 2006 3ª giornata | Novara | 1 – 2 | Pro Sesto |  |

| 24 settembre 2006 4ª giornata | Pavia | 1 – 1 | Novara |  |

| 1º ottobre 2006 5ª giornata | Novara | 3 – 2 | Pizzighettone |  |

| 8 ottobre 2006 6ª giornata | Cittadella | 2 – 2 | Novara |  |

| 15 ottobre 2006 7ª giornata | Novara | 0 – 0 | Massese |  |

| 22 ottobre 2006 8ª giornata | Pisa | 1 – 1 | Novara |  |

| 29 ottobre 2006 9ª giornata | Novara | 3 – 1 | Grosseto |  |

| 5 novembre 2006 10ª giornata | Venezia | 2 – 0 | Novara |  |

| 12 novembre 2006 11ª giornata | Novara | 3 – 1 | Sangiovannese |  |

| 19 novembre 2006 12ª giornata | Ivrea | 1 – 0 | Novara |  |

| 26 novembre 2006 13ª giornata | Novara | 1 – 0 | Cremonese |  |

| 3 dicembre 2006 14ª giornata | Pistoiese | 0 – 0 | Novara |  |

| 10 dicembre 2006 15ª giornata | Novara | 2 – 0 | Monza |  |

| 17 dicembre 2006 16ª giornata | Padova | 1 – 2 | Novara |  |

| 23 dicembre 2006 17ª giornata | Novara | 1 – 0 | Pro Patria |  |

#### Girone di ritorno
| 14 gennaio 2007 18ª giornata | Novara | 1 – 1 | Lucchese |  |

| 21 gennaio 2007 19ª giornata | Sassuolo | 3 – 1 | Novara |  |

| 28 gennaio 2007 20ª giornata | Pro Sesto | 0 – 1 | Novara |  |

| 4 febbraio 2007 21ª giornata | Novara | 3 – 0 | Pavia |  |

| 11 febbraio 2007 22ª giornata | Pizzighettone | 2 – 1 | Novara |  |

| 18 febbraio 2007 23ª giornata | Novara | 0 – 1 | Cittadella |  |

| 25 febbraio 2007 24ª giornata | Massese | 1 – 0 | Novara |  |

| 4 marzo 2007 25ª giornata | Novara | 1 – 1 | Pisa |  |

| 18 marzo 2007 26ª giornata | Grosseto | 1 – 0 | Novara |  |

| 25 marzo 2007 27ª giornata | Novara | 1 – 1 | Venezia |  |

| 1º aprile 2007 28ª giornata | Sangiovannese | 0 – 1 | Novara |  |

| 7 aprile 2007 29ª giornata | Novara | 0 – 0 | Ivrea |  |

| 15 aprile 2007 30ª giornata | Cremonese | 2 – 1 | Novara |  |

| 22 aprile 2007 31ª giornata | Novara | 0 – 3 | Pistoiese |  |

| 29 aprile 2007 32ª giornata | Monza | 0 – 0 | Novara |  |

| 6 maggio 2007 33ª giornata | Novara | 0 – 0 | Padova |  |

| 13 maggio 2007 34ª giornata | Pro Patria | 1 – 0 | Novara |  |